# Геся Гелфман
Гѐся Мѝровна Гѐлфман (на руски: Геся Мировна Гельфман) е руска революционерка и терористка от организацията „Народна воля“.

## Биография
Родена е около 1852 година в Мозир в еврейско семейство от средната класа. През 1871 година заминава за Киев, където се включва в работата на нелегални революционни групи. През 1877 година е осъдена на две години принудителен труд, след което е интернирана Старая Руса, но преминава в нелегалност и става активист на „Народна воля“ в Санкт Петербург.
През 1881 година участва в организираното от „Народна воля“ убийство на император Александър II. В процеса срещу Първомартовците е осъдена на смърт, но тъй като е бременна екзекуцията ѝ е отложена и впоследствие заменена с безсрочна каторга. Тъй като сред обвиняемите няма други евреи, нейната роля в заговора е преувеличавана от организаторите на последвалата атентата антисемитска кампания.
Геся Гелфман умира на 13 февруари 1882 година в Санкт Петербург от перитонит, възникнал при раждането ѝ в затвора няколко седмици по-рано.